# سیارک ۲۲۶۲۸
سیارک ۲۲۶۲۸ (به انگلیسی: 22628 Michaelallen، نامگذاری:1998KV39) بیست و دو هزار و ششصد و بیست و هشتمین سیارک کشف شده‌است که در ۲۲ مه ۱۹۹۸ کشف شد.
قدر مطلق سیارک برابر ۱۱.۲ است.